# Kristine Breistøl
Kristine Breistøl, född 23 augusti 1993 i Oslo, är en norsk handbollsspelare, som spelar som vänsternia.

## Klubblagskarriär
Kristine Breistøl började spela i Bækkelagets SK vid 16 års ålder och spelade kvar där juniortiden ut. Efter att hon säsongen 2011–2012 gjort totalt 163 mål i den näst högsta norska ligan, flyttade hon till den norska förstadivisionsklubben Larvik HK. Breistøl spelade för Larvik i sex säsonger varvid hon var med om att vinna fyra norska mästerskap 2013–2016 och fyra norska cuptitlar samma år. Dessutom var hon säsongen 2012/13 i finalen av EHF Champions League. 2018 flyttade hon till Team Esbjerg och vann där 2 danska titlar 2019 och 2020. Hon spelade 2021 kvar i Team Esbjerg.

## Landslagskarriär
Breistøl spelade 37 landskamper och gjorde 100 mål för det norska ungdomslandslaget. Med ungdomslandslaget deltog hon i U19-EM 2011 och i U20-VM 2012 utan att nå några framskjutna placeringar.
Den 6 oktober 2016 debuterade hon för det norska landslaget. Tillsammans med Norge deltog hon i VM 2019. Breistøl kom in i VM-truppen som ersättare för Helene Fauske under turneringen. Breistøl vann sedan EM-guld 2020. Under turneringen stod hon för tre mål och hade lite speltid i matcherna. Hon har sedan blivit världsmästare 2021 och europamästare igen 2022. Vid OS 2024 i Paris var hon med i det guldvinnande norska laget.

## Meriter  i klubblag
- Danska ligan 2019, 2020, 2023 och 2024 med Team Esbjerg
- Danska cupen 2021 och 2022 med Team Esbjerg
- EHF-cupen 2019 med Team Esbjerg
- Norska ligan 2013, 2014, 2015 och 2016 med Larviks HK
- Norska cupen 2013, 2014, 2015 och 2016 med Larviks HK